# Каптол
Каптол је насељено место и средиште општине у западној Славонији, Република Хрватска.

## Историја
До нове територијалне организације у Хрватској, подручје општине Каптол је било у саставу бивше велике општине Славонска Пожега.

## Становништво
На попису становништва 2011. године, општина Каптол је имала 3.472 становника, од чега у самом Каптолу 1.409.

### Попис2001.
По попису становништва из 2001. године, општина Каптол је имала 4.007 становника, од чега је у самом Каптолу живело 1.570.

### Попис1991.
До нове територијалне организације, општина Каптол се налазила у саставу бивше велике општине Славонска Пожега. Национални састав општине Каптол, по попису из 1991. године је био следећи:
| година пописа | укупно | Хрвати         | Срби       | Југословени | остали      |
| ------------- | ------ | -------------- | ---------- | ----------- | ----------- |
| 1991          | 3.566  | 3.347 (93,85%) | 11 (0,30%) | 4 (0,11%)   | 204 (5,72%) |

### Каптол (насељено место), национални састав
На попису становништва 1991. године, насељено место Каптол је имало 1.361 становника, следећег националног састава:
| Попис 1991.‍   | Попис 1991.‍  | Попис 1991.‍ | Попис 1991.‍ | Попис 1991.‍ |
| ------------- | ------------ | ----------- | ----------- | ----------- |
|               |              |             |             |             |
| Хрвати        | Хрвати       |             | 1.216       | 89,34%      |
| Чеси          | Чеси         |             | 99          | 7,27%       |
| Срби          | Срби         |             | 7           | 0,51%       |
| Албанци       | Албанци      |             | 6           | 0,44%       |
| Југословени   | Југословени  |             | 4           | 0,29%       |
| Италијани     | Италијани    |             | 2           | 0,14%       |
| Немци         | Немци        |             | 1           | 0,07%       |
| неопредељени  | неопредељени |             | 9           | 0,66%       |
| регион. опр.  | регион. опр. |             | 1           | 0,07%       |
| непознато     | непознато    |             | 16          | 1,17%       |
| укупно: 1.361 |              |             |             |             |